# Aleksandr Maslov
Aleksandr Dmitriyevich Maslov (tiếng Nga: Александр Дмитриевич Маслов; sinh ngày 8 tháng 2 năm 2001) là một cầu thủ bóng đá người Nga thi đấu cho FC Tekstilshchik Ivanovo.

## Sự nghiệp câu lạc bộ
Anh có màn ra mắt tại Giải bóng đá chuyên nghiệp quốc gia Nga cho FC Tekstilshchik Ivanovo vào ngày 19 tháng 7 năm 2017 trong trận đấu với FC Chertanovo Moskva.